# Кёртис, Томас (легкоатлет)
Томас Пэлем Кёртис (англ. Thomas Pelham Curtis; 9 января 1873, Сан-Франциско — 23 мая 1944, Нэхант) — американский легкоатлет, чемпион летних Олимпийских игр 1896.
Кёртис, будучи студентом Массачусетского технологического института, поехал на игры в составе Бостонской Легкоатлетической Ассоциации. В начале, он принял участие в отборочных забегах на 100 м, которые проходили 6 апреля. Он прошёл квалификацию, выиграв в своей группе. На следующий день, он участвовал в предварительных забегах на 110 м с барьерами.
10 апреля состоялись финалы обоих забегов. Однако Кёртис не участвовал в стометровой гонке, он соревновался только в барьерном беге, в котором победил, ненамного обойдя британца Грэдли Гулдинга.
Одним из увлечений Кёртиса была фотография, и он сделал множество изображений Афин. Также, он принимал участие в создании тостера.